# Ismaël Bouzid
Ismaël Bouzid, né le 21 juillet 1983 à Nancy, est un footballeur franco-algérien. Son poste de prédilection est défenseur central. 

## Biographie
Formé au FC Metz, Ismaël Bouzid dirige la défense qui remporte la Coupe Gambardella 2000-2001 face au SM Caen (2-0), puis gagne la finale du championnat de France des moins de 17 ans quelques semaines plus tard face aux Girondins de Bordeaux (2-1).

## Palmarès
- Vainqueur de la coupe Gambardella en 2001 avec le FC Metz.
- Vainqueur de la  Coupe d'Algérie en 2006 avec le MC Alger.
- Champion de Turquie en 2008 avec Galatasaray SK.
- Finaliste de la Coupe des Émirats arabes unis en 2012 avec le Baniyas SC

## Sélections
Le tableau suivant liste les rencontres de l'équipe d'Algérie auxquelles Ismaël Bouzid a participé, depuis le 7 février 2007 jusqu'à présent.